# IC 3832
IC 3832 је спирална галаксија у сазвјежђу Ловачки пси која се налази на листи објеката дубоког неба у Индекс каталогу.
Деклинација објекта је + 39° 48' 36" а ректасцензија 12h 50m 49,0s. Привидна величина (магнитуда) објекта IC 3832 износи 15,6 а фотографска магнитуда 16,3. IC 3832 је још познат и под ознакама MCG 7-26-57, PGC 43482.